# Marian Grabowski (lekarz)
Marian Grabowski (ur. 7 sierpnia 1864 w Liszkach, zm. 5 lipca 1930 w Tarnowie) – polski entomolog amator, pułkownik lekarz Wojska Polskiego.

## Życiorys
Był synem Marcina, urzędnika, naczelnika urzędu powiatowego, i Zofii z Domaradzkich. Ukończył Gimnazjum św. Jacka w Krakowie, medycynę studiował na Uniwersytecie Jagiellońskim. Jako lekarz wojskowy pracował m.in. w Dębicy, Gródku Jagiellońskim, Jarosławiu. 1 maja 1911 roku awansował na starszego lekarza sztabowego 2. klasy (niem. Oberstabsarzt 2. Klasse). W 1913 roku był szefem sanitarnym c. i k. 18 Dywizji Piechoty w Mostarze. W 1914 roku, w czasie I wojny światowej, odbył kampanię serbską.
15 marca 1919 roku został przyjęty do Wojska Polskiego z byłej armii austro-węgierskiej z zatwierdzeniem posiadanego stopnia pułkownika lekarza. Służbę pełnił w Białymstoku, Krakowie i Tarnowie. Z dniem 1 maja 1921 roku został przeniesiony w stan spoczynku. 26 października 1923 roku Prezydent RP Stanisław Wojciechowski zatwierdził go w stopniu pułkownika lekarza. Na emeryturze praktykował, jako lekarz sądowy w Tarnowie.
Przez niemal całe życie zajmował się amatorsko entomologią. Szczególnym jego zainteresowaniem cieszyły się chrząszcze. Złowił nowy gatunek chrząszcza, nazwany jego imieniem (Spelaetes grabowskii Apfelb). Zbiory gromadził w miejscach swojej pracy (m.in. w Bośni i Dalmacji) oraz powiększał je drogą wymiany. Po śmierci Grabowskiego zbiory trafiły do Muzeum Narodowego w Budapeszcie.